# 719 Альберт
719 Альберт (719 Albert) — астероїд групи Амура, відкритий 3 жовтня 1911 року Йоганном Палізою.
Останній з нумерованих астероїдів, що тривалий час вважались «загубленими». Перевідкритий 2000 року.
Тіссеранів параметр щодо Юпітера — 3,140.